# 梅本龍平
梅本 龍平（うめもと りゅうへい、1945年 - 1998年1月2日）は、元西日本新聞論説委員。
中国・大連に生まれる。福岡市に育ち、福岡県立福岡高等学校を経て西南学院大学を卒業後、1970年（昭和45年）西日本新聞社に入社。社会部、スポーツ部、東京支社報道部などを経て、1994年（平成6年）論説委員。1998年（平成10年）1月2日没、享年52。